# Ranxeria Greenville
La ranxeria Greenville d'indis maidu de Califòrnia és una tribu reconeguda federalment d'amerindis maidus als comtats de Plumas i Tehama.

## Govern
La seu de la ranxeria Greenville té la seu a Greenville (Califòrnia). La tribu és governada per un consell tribal elegit democràticament de quatre membres. L'actual cap tribal és Kyle Self.

## Reserva
La ranxeria Greenville és una ranxeria reconeguda federalment amb una superfície de 51 acres. Està situada al comtat de Plumas, just a l'est de Greenville.